# Tadeusz Onyszkiewicz
Tadeusz Stanisław Onyszkiewicz (ur. 28 kwietnia 1906 we Lwowie, zm. 21 listopada 1989 w Zamościu) – polski lekarz-chirurg.

## Życiorys
Urodził się w rodzinie Stanisława i Agaty z Kellerów. Po ukończeniu w 1925 III Państwowego Gimnazjum im. Króla Stefana Batorego we Lwowie rozpoczął studia na Wydziale Lekarskim Uniwersytetu Jana Kazimierza we Lwowie. Od trzeciego roku studiów był asystentem w kierowanej przez prof. Hilarego Schramma uniwersyteckiej klinice chirurgicznej. 7 listopada 1933 uzyskał dyplom lekarza i otrzymał etat na Oddziale Chirurgii w Państwowym Szpitalu Powszechnym we Lwowie, w 1938 przedstawił pracę doktorską Otok ropny opłucnej u dzieci i jego leczenie chirurgiczne i uzyskał tytuł doktora nauk medycznych. Pod koniec tego samego roku wygrał konkurs na stanowisko ordynatora Oddziału Chirurgicznego Szpitala Rady Powiatowej w Zamościu i objął je z dniem 1 stycznia 1939. Podczas II wojny światowej działał jako uczestnik ruchu oporu, operował rannych partyzantów, przechowywał i leczył poszukiwanych przez Gestapo, a po powstaniu Armii Krajowej był lekarzem zaufanym. Ukrywał i leczył również Żydów. Po zakończeniu działań wojennych nadal pełnił funkcję ordynatora, a od 1 kwietnia 1946 dyrektora Szpitala Powiatowej Rady Narodowej w Zamościu. Za jego kadencji szpital został rozbudowany do jedenastu oddziałów w czterech pawilonach, powstały pracownie rentgenowska, analityczna i EKG, uruchomiono aptekę i nową salę operacyjną. Od 1956 był również konsultantem w zakresie chirurgii w Wydziale Zdrowia, a od 1958 Miejskim Inspektorem Lekarskim ds. orzecznictwa lekarskiego. Ze stanowiska dyrektora Tadeusz Onyszkiewicz został odwołany w 1972, a w lutym 1976 przestał pełnić funkcję ordynatora oddziału chirurgii. W maju 1976 przeszedł na emeryturę.

## Działalność naukowa i społeczna
Tadeusz Onyszkiewicz przez dwadzieścia pięć lat był miejskim radnym, należał do grupy inicjatorów i organizatorów powstania w Zamościu filii Uniwersytetu Marii Curie-Skłodowskiej, przewodniczył Radzie Społeczno-Naukowej Studium Zaocznego, gdzie był wykładowcą. Od 1965 był wiceprezesem Powiatowego Komitetu Współpracy z Okręgową Komisją Badania Zbrodni Hitlerowskich, przewodniczył sądowi koleżeńskiemu Zamojskiego Towarzystwa Przyjaciół Nauk. W 1979 otrzymał tytuł członka rzeczywistego Lubelskiego Towarzystwa Naukowego, był też członkiem honorowym Towarzystwa Chirurgów Polskich.

## Ordery i odznaczenia
- Krzyż Oficerski Orderu Odrodzenia Polski (1984)
- Krzyż Kawalerski Orderu Odrodzenia Polski (1964)
- Złoty Krzyż Zasługi (19 lipca 1955)[1]
- Krzyż Partyzancki (1982)

- Odznaka honorowa „Za wzorową pracę w służbie zdrowia”
- Odznaka „Zasłużony Działacz Kultury Fizycznej”
- Odznaka „Za Zasługi dla Lubelszczyzny”
- Odznaka „Za Zasługi dla województwa zamojskiego”
- Medal im. Bernarda Moranda (1988)